# Roca Cinglada
La Roca Cinglada és una muntanya de 1.344,5 metres d'altitud al terme municipal de Rialb, a la comarca del Pallars Sobirà, dins de l'antic terme de Surp. És al nord-est del poble de Rodés, al sud-est del Turó de la Collada. És al sud-oest de les Bordes de la Botella i de les Planelles, i al nord del paratge de Collegats.